# Боргман, Аксель
Аксель Боргман (нем. Axel Borgmann; 8 июля 1994, Мюльхайм-ан-дер-Рур, Северный Рейн-Вестфалия) — немецкий футболист, левый защитник клуба «Энерги».

## Клубная карьера

### «Шальке 04»
Первые годы взрослой футбольной карьеры Аксель Боргман провёл в составе второй команды ведущего клуба родной земли игрока «Шальке 04» из Гельзенкирхена. За два сезона в Региональной лиге Германии Боргман провёл чуть больше 50 матчей. Зимой 2013 года у игрока был шанс перейти в клуб «Саарбрюккен», но стороны не смогли договориться о трансфере.

### «Вадуц»
Контракт с «Шальке 04» у Боргмана закончился летом 2015 года, и в течение двух месяцев игрок был свободным агентом, пока в начале сентября не появился вариант с клубом «Вадуц» из Лихтенштейна, выступавшем на тот момент в Суперлиге Швейцарии. Аксель заключил контракт с клубом на три года и 3 октября 2015 года дебютировал в Суперлиге в матче против «Туна». В течение двух сезонов Боргман был стабильным игроком основы, проведя ровно 50 матчей в Суперлиге. После вылета «Вадуца» из высшего дивизиона защитник остался в команде и отыграл весь сезон Челлендж-лиги практически без замен.

### ВВВ-Венло
После завершения контракта с «Вадуцем» Боргман стал свободным агентом. Некоторое время ходили слухи о возможном переходе игрока в клуб второй Бундеслиги «Арминия», но в итоге Аксель подписал контракт на один год с клубом Эредивизи ВВВ-Венло.

## Достижения
- Чемпион Германии (до 19 лет): 2011/12
- Обладатель Кубка Лихтенштейна (3): 2015/16, 2016/17, 2017/18